# Ендовка (деревня)
Ендовка — деревня в Каракулинском районе Удмуртии. Входит в состав Арзамасцевского сельского поселения.

## География
Деревня расположена на юго-востоке республики на расстоянии примерно в 14 километрах по прямой к северо-востоку от районного центра Каракулино.
Часовой пояс
Деревня Ендовка как и вся Удмуртия, находится в часовой зоне МСК+1. Смещение применяемого времени относительно UTC составляет +4:00.

## Население
| 2010 | 2012 |
| ---- | ---- |
| 86   | ↘84  |

Национальный состав
Согласно результатам переписи 2002 года, русские составляли 98 % из 126 чел..